# Luchthaven Kiev Zjoeljany
Luchthaven Kiev Zjoeljany (Oekraïens: Міжнародний аеропорт "Жуляни") is een internationale luchthaven in de wijk Zjoeljany, 7 kilometer ten zuidwesten van Kiev, de hoofdstad van Oekraïne. Behalve Zjoeljany zijn er twee andere luchthavens in Kiev: Boryspil in het oosten van de stad en Hostomel, een vrachtvliegveld, in het noordwesten van de stad Kiev. Naast reguliere passagiersvluchten is Zjoeljany ook een van de belangrijkste vliegvelden voor zakenvluchten in Oekraïne en tevens een van de drukste in Europa. 

## Geschiedenis
In 1923 werd Zjoeljany geopend als militaire luchthaven maar in 1949, na de Tweede Wereldoorlog, werd de passagiersterminal geopend. Tot 1960 was Zjoeljany het enige vliegveld van Kiev, toen het grotere Borispol werd geopend. Sindsdien stond het oude vliegveld bekend als Zjoeljany en werd het alleen nog gebruikt voor vluchten binnen de Sovjet-Unie. 
Na de onafhankelijkheid van Oekraïne werden er weer internationale vluchten uitgevoerd naar nabijgelegen landen. Op 27 maart 2011 verplaatste lagekostenluchtvaartmaatschappij Wizz Air al zijn verbinden van Borispol naar Zjoeljany wat een passagiersgroei van 10-15% betekende. Vanwege het gebrek aan uitbreidingsmogelijkheden kan de landingsbaan niet verlengd worden, wat betekent dat er geen vliegtuigen kunnen landen die zwaarder zijn dan de Boeing 737 en Airbus A320. In 2012 werd er een extra terminal geopend, bedoeld voor internationale vluchten en enkele binnenlandse vluchten. 

## Externe link

De voormalige terminal